# Estadi de la Federació de Futbol d'Afganistan
L'Estadi de la Federació de Futbol de l'Afganistan és un estadi de futbol localitzat a la ciutat de Kabul, la capital del país asiàtic de l'Afganistan i la seu per a tots els clubs de la nova Primera divisió de l'Afganistan. L'estadi de la FFA, inaugurat en 2012, té una capacitat per a 5000 persones, i la superfície és de gespa artificial.